# EM-14
EM-14 — азербайджанский автомат, сконструированный под патрон 5,56×45 мм НАТО. Массовое производство идёт с 2016 года. Автомат EM-14 производится исключительно для экспорта.

## Конструкция
Автоматы ЕМ-14 основываются на конструкции автомата Калашникова. Данное оружие способно поражать цели на расстоянии до 1000 м. Темп стрельбы достигает 660 выстрелов в минуту. Принцип работы автоматики основан на отводе части пороховых газов через специальное отверстие в стенки ствола и специальное действие их на поршень. Автомат оснащён прикладом изменяемой длины и несколькими планками Пикатинни.

## Производство
Серийное производство EM-14 началось в 2016 году. По словам Явера Джамалова, Министра оборонной промышленности Азербайджана, автомат производится для экспорта, но в случае необходимости начнутся поставки для военизированных структур Азербайджанской Республики.